# جوش دوهرتي
جوش دوهرتي (بالإنجليزية: Josh Doherty)‏ هو لاعب كرة قدم بريطاني، ولد في 15 مارس 1996 في Newtownards ‏ في المملكة المتحدة. شارك مع منتخب أيرلندا الشمالية تحت 17 سنة لكرة القدم ومنتخب أيرلندا الشمالية تحت 21 سنة لكرة القدم. أما مع النوادي، فقد لعب مع نادي واتفورد.

## وصلات خارجية
- جوش دوهرتي على موقع قاعدة بيانات كرة القدم.إي يو (الإنجليزية)
- جوش دوهرتي على موقع Soccerway.com (الإنجليزية)
- جوش دوهرتي على موقع AS.com (الإسبانية)